# La Légende de Baahubali - 2e partie
Série
La Légende de Baahubali - 1re partie
(2015)
Pour plus de détails, voir Fiche technique et Distribution.
La Légende de Baahubali - 2e partie (బాహుబలి) est un film historique épique indien, réalisé par S. S. Rajamouli, sorti en 2017. Il est le deuxième opus du diptyque Baahubali, après La Légende de Baahubali - 1re partie.

## Synopsis
L'histoire prend la suite de la première partie de Baahubali. Shivudu apprend ses origines à travers le récit d'un des soldats et décide alors de reprendre le trône qui lui revient de droit.

## Fiche technique
Sauf indication contraire, les informations mentionnées dans cette section peuvent être confirmées par la base de données cinématographiques IMDb,  présente dans la section « Liens externes ».
- Titre : La Légende de Baahubali - 2e partie
- Titre original : బాహుబలి (Bāhubali)
- Titre international : Baahubali: The Conclusion
- Réalisation : S. S. Rajamouli
- Scénario : S. S. Rajamouli, K. V. Vijayendra Prasad
- Dialogues : Madhan Karky (version tamoule), Ajay Kumar, C.H. Vijay Kumar (version télougou), Manoj Muntashir (version hindi), Mankombu Gopalakrishnan (version malayalam)
- Décors : Sabu Cyril
- Costumes : Rama Rajamouli, Prashanti Tipirineni
- Montage : Venkateswara Rao Kotagiri, Bikkina Thammiraju
- Musique : M.M. Keeravani
- Production : Prasad Devineni, K. Raghavendra Rao, Shobu Yarlagadda
- Société de production : Arka Mediaworks
- Sociétés de distribution : Dharma Productions, Eros Australia Pty. Ltd., Night Ed Films ,Southern Star International, Great India Films
- Sociétés d'effets spéciaux : Beyond Studio Entertainments, Makuta, Phantom-FX, Surpreeze, Wild Visual Effects
- Budget de production : 250 000 000 ₹
- Pays d'origine :  Inde
- Langues : Tamoul, télougou, hindi, malayalam
- Format : Couleurs - 1,85:1 - DTS/Dolby Digital /SDDS - 35 mm
- Genre : Action, aventure, fantasy, historique, guerre
- Durée : 167 minutes (2 h 47)
  -  France : 28 avril 2017
  -  Inde : 28 avril 2017
- Film interdit aux moins de 12 ans lors de sortie en salles en France.

## Distribution
- Prabhas Raju Uppalapati : Shivudu ou Amarendra Baahubali (télougou)/Shivu ou Mahendra Baahubali (tamoul)
- Rana Daggubati : Bhallaladeva (télougou)/Pallvalathevan (tamoul)
- Anushka Shetty : la maharani Devasena (télougou)/Thevasenai (tamoul)
- Ramya Krishnan : Rajamatha Sivagami, la reine mère
- Satyaraj : Kattappa, esclave et commande de la garde du roi
- Tamannaah Bhatia : Avanthika, membre d'un groupe rebelle voulant libérer Devasena
- Nassar : Bijjaladeva (télougou)/Pingalathevan (tamoul), père de Bhallaladeva
- Subbaraju : Kumara Varma, le deuxième cousin de Devasena
- Pruthviraj Balireddy : le premier Ministre du royaume de Kunthala
- Meka Ramakrishna : Jaya Varma, roi de Kunthala et chef du groupe rebelle
- Rohini : Sanga, mère adoptive de Sivudu

## Autour du film[1]

### Critiques
La Légende de Baahubali - 2e partie reçoit des critiques très positives. Il obtient le record de 100 % d'avis positifs sur Rotten Tomatoes, sur la base de 6 commentaires collectées. Sur Metacritic, il obtient une note favorable de 83/100, sur la base de 12 commentaires collectées, ce qui lui permet d'obtenir le label « Acclamation universelle ».

« (...) Un film à la hauteur du premier : vertigineux, visionnaire, bourré de batailles rangées et de moments épiques et glorieux. »

— Sylvestre Picard, Première, 16 mars 2017.

« Le film est un mélange de testostérone, d’hémoglobine et d’effets spéciaux comme les salles indiennes en ont rarement vu. Il est beaucoup question de batailles, la plus longue d’entre elles occupe près de trois quarts d’heure du film de 2 h 47. »

— Julien Bouissou, Le Monde, 27 juin 2017.
Le journal digital indien Firstpost, avec une moyenne de 4/5, qualifie le film de « drame épique ». Par ailleurs, la revue Sudinfo.be soutient que La Légende de Baahubali est « une sorte de mélange entre 300 et Le Seigneur des anneaux ».
Un autre journal, le Arylo Mag déclare que « Baahubali 2 enchaîne là encore les morceaux de bravoure tout en maintenant une narration fluide sans temps mort, glissant progressivement vers une noirceur qui teinte de plus en plus les destins des différents personnages, allant parfois se montrer assez viscéral dans sa représentation de la violence; le film montera les failles psychologiques de ses personnages et leurs diverses émotions de façon quasi sensitive ». Il ajoute également que « le diptyque Baahubali dépoussière le péplum en rendant hommage à ses modèles américains assumant complètement son imagerie et son identité indienne au-delà des références présentes dans des séquences plus surréalistes les unes que les autres ».

## Distinctions
| Date                   | Distinction                             | Catégorie                    | Nom                                  | Résultat   |
| ---------------------- | --------------------------------------- | ---------------------------- | ------------------------------------ | ---------- |
| 19 au 21 décembre 2017 | Festival International du film de Macao | Meilleure photographie       | Senthil Kumar                        | Lauréat    |
| 19 au 21 décembre 2017 | Festival International du film de Macao | Meilleur film                | La Légende de Baahubali - 2e partie  | Nomination |
| 19 au 21 décembre 2017 | Festival International du film de Macao | Meilleur réalisateur         | S.S. Rajamouli                       | Nomination |
| 19 au 21 décembre 2017 | Festival International du film de Macao | Meilleure direction musicale | M.M. Keeravani                       | Nomination |
| 17 mars 2018           | Asian Film Awards                       | Meilleurs costumes           | Rama Rajamouli, Prashanti Tipirineni | Nomination |
| 17 mars 2018           | Asian Film Awards                       | Meilleurs effets visuels     | Ankur Sachedev                       | Nomination |